# Togo na Mistrzostwach Świata w Lekkoatletyce 2009
Togo na Mistrzostwach Świata w Lekkoatletyce 2009 reprezentowane było przez 2 zawodników – 1 kobietę i 1 mężczyznę. Żadnemu z zawodników nie udało się zdobyć medalu na tych mistrzostwach.

## Występy reprezentantów Togo

### Bieg na 1500 m mężczyzn
- Boampouguini Djigban – nie ukończył biegu eliminacyjnego.

### Rzut młotem kobiet
- Florence Ezeh – 38. pozycja w eliminacjach (59,76 m → nie awansowała do finału).